# Čtvrtá Francouzská republika
Čtvrtá Francouzská republika (francouzsky Quatrième République française) byl politický režim ve Francii v letech 1946 až 1958.
Francouzská čtvrtá republika měla pouze dva prezidenty:
- Vincent Auriol
- René Coty

## Historický přehled
V roce 1945 se předsedou vlády stal Charles de Gaulle, ale pro neshody s komunisty a demokratickými socialisty v roce 1946 podal demisi. V čele vlády stanuli komunisté a sociální demokraté a společně vytvořili novou ústavu a ustanovili IV. republiku (1946–1958). Během let 1946–1958 se však pro nestabilitu vystřídalo na 20 vlád a 2 prezidenti a v roce 1956 téměř vypukla občanská válka, neboť armády byly nespokojené kvůli neustálým válkám v Alžírsku a Indočíně. V roce 1958 byl de Gaulle zvolen prezidentem a ten ustanovil V. republiku.